# Oskar Deecke
Oskar Deecke (* 16. Mai 1986 in Hamburg) ist ein deutscher Hockeyspieler.
Bei der Hockey-Europameisterschaft der U21 in Prag im Jahr 2006 wurde Deecke mit der deutschen U21-Nationalmannschaft Vizeeuropameister hinter der Mannschaft der Niederlande. Am 30. Juli 2005 debütierte er in der deutschen Hockeynationalmannschaft unter dem Trainer Bernhard Peters. Sein erstes Turnier als Spieler der Nationalmannschaft war die Weltmeisterschaft im Hallenhockey 2007. Hierbei wurde die deutsche Nationalmannschaft in Wien Weltmeister. 2008 verlor er mit der deutschen Mannschaft das Finale der Hallenhockey-Europameisterschaft in Jekaterinburg gegen das russische Team. Auf dem Feld gehörte der Stürmer seit dem zweiten Platz bei der Europameisterschaft 2009 in Amsterdam zum Kreis der Spieler der Nationalmannschaft, seit 2010 zum A-Kader. Ende 2009 unterlag er mit der deutschen Mannschaft erst im Finale der Champions Trophy den australischen Gastgebern. Auch im Finale der Weltmeisterschaft 2010 in Neu-Delhi unterlag die deutsche Mannschaft den Australiern. 2011 gewann Deecke mit der deutschen Nationalmannschaft gleich zwei internationale Titel: Den des Weltmeisters im Hallenhockey in Posen im Februar, wo er zusammen mit Thilo Stralkowski zu den besten Torschützen gehörte, und den des Europameisters auf dem Feld in Mönchengladbach im August. Im Januar 2012 holte er den Titel bei der Hallenhockey-Europameisterschaft in Leipzig.
Seinen größten Erfolg erreichte Deecke mit der deutschen Mannschaft unter dem Trainer Markus Weise bei den Olympischen Spielen 2012 in London, als er im Finale gegen die Niederlande die Goldmedaille gewann. Während des Halbfinalspiels gegen die Mannschaft von Australien am 9. August gelang Deecke während der zweiten Halbzeit „The most spectacular goal of the tournament“, wie ein Reporter formulierte, als er einen von Benjamin Wess hochgeschlenzten Ball in Brusthöhe annahm und über den Torwart ins Tor lenkte. Das Tor wurde nach Videobeweis, den der Schiedsrichter angefordert hatte, nicht anerkannt, da Deecke beim Torschuss den Schläger über der Schulter geführt haben soll. Das war nach den zu dieser Zeit gültigen Regeln nicht erlaubt. Ende August 2013 gewann er mit der Nationalmannschaft die Europameisterschaften im belgischen Boom. 2015 verlor er mit der Nationalmannschaft das Endspiel um die Europameisterschaft gegen die Mannschaft der Niederlande. 2016 nahm Oskar Deecke als P-akkreditierter Hockeyspieler an XXXI. Olympischen Spielen teil. Am 16. Juli 2016 bestritt er gegen die belgische Mannschaft sein letztes Länderspiel.
Oskar Deecke bestritt 213 Länderspiele, davon 24 in der Halle.
Oskar Deecke spielte einschließlich der Saison 2005/6 für den Der Club an der Alster in Hamburg. Das erste Tor als Spieler der Bundesligamannschaft schoss er am 4. Mai 2003. Zur Saison 2006/7 wechselte er zum Crefelder HTC, mit dessen Mannschaft er 2007 deutscher Meister im Hallenhockey wurde und die Europameisterschaft der Landesmeister beim HC Bloemendaal gewann, die heutzutage als Euro Hockey League ausgespielt wird. 2008 wurde die Mannschaft in Perth (Schottland) Europameister der Landesmeister im Hallenhockey. Zur Saison 2012/13 wechselte Oskar Deecke zum spanischen Club de Campo in Madrid und spielte mit dem Verein in der höchsten spanischen Liga. Am Ende der Saison erreichte die Mannschaft den zweiten Platz hinter R.C. Polo. Ab der Saison 2013/14 spielte er in der Bundesliga wieder in der Mannschaft des CHTC bis Ende 2017/2018. Mit dem Bundesligaspiel gegen den Mannheimer HC am 3. Juni 2018 beendete Deecke seine nationale Hockeylaufbahn.
Oskar Deecke hat mit Moritz Fürste und Nicolas Jacobi an der vierwöchigen Hockey India League vom 14. Januar bis 10. Februar 2013 teilgenommen. In der Zeit wurden insgesamt 34 Spiele von den 5 teilnehmenden Mannschaften absolviert. Oskar Deecke spielte mit Nicolas Jacobi in der Mannschaft der Delhi Waveriders, die den zweiten Platz belegte. Oskar Deecke schoss das erste Tor dieses Turniers und wurde zweimal für das beste Tor eines Spieles ausgezeichnet.
Deecke ist Absolvent der Deutschen Sporthochschule Köln als Diplom-Sportwissenschaftler.

## Ehrungen
- Silbernes Lorbeerblatt 2012 am 7. November 2012 (abgerufen am 6. Februar 2013)
- Ehrentafel für die Teilnehmer der XXX. Olympiade am 25. Oktober 2012, in Amtsblatt 44/2012 der Stadt Krefeld, PDF, (abgerufen am 18. April 2016)